# ヘレーネ・フリーデリケ・アウグスタ・フォン・ヴァルデック＝ピルモント
ヘレーネ・フォン・ヴァルデック＝ピルモント（ドイツ語: Prinzessin Helene von Waldeck-Pyrmont, 1861年2月17日 - 1922年9月1日）は、イギリス王族であるオールバニ公レオポルドの妃。
英語名はヘレン・オブ・ウォルデック・アンド・ピアモント（Princess Helen of Waldeck and Pyrmont）。

## 生涯
ヴァルデック侯ゲオルク・ヴィクトルとその最初の妻であるヘレーネ・フォン・ナッサウ（ルクセンブルク大公アドルフの異母妹、スウェーデン王妃ゾフィアの同母姉）の五女（第5子）として、侯国の首都アーロルゼン（現在のドイツ・ヘッセン州の町バート・アーロルゼン）で生まれた。
オランダ王妃エンマは姉、ヴァルデック侯フリードリヒは弟にあたる。姉パウリーネ、エンマとヘレーネたちはオランダ王ウィレム3世の後添え候補と見なされていた。

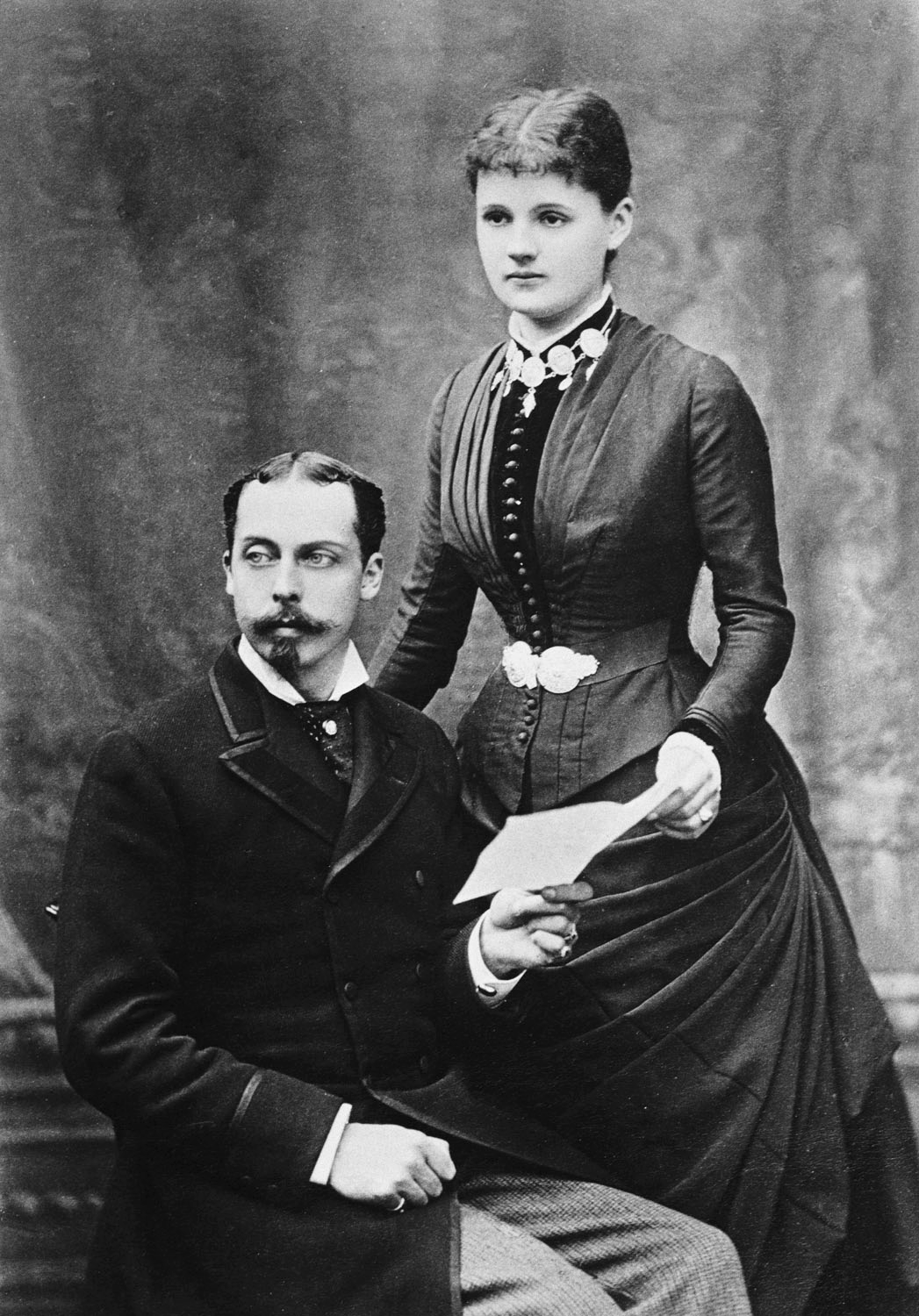
レオポルドとヘレーネ（1882年）

ヘレーネはイギリス王子レオポルドと見合いし、1881年11月に婚約した。1882年4月27日に結婚。ヘレーネとレオポルドは、夫が1884年3月にカンヌで不慮の事故死を遂げるまで、短いが幸せな結婚生活を送った。夫に先立たれたとき、ヘレーネは第2子チャールズ・エドワードを身ごもっていた。レオポルドの死後、ヘレーネは子供たちと以前と同じくクレアモント・ハウスに住み続けた。
1900年、夫の兄、ザクセン＝コーブルク＝ゴータ公アルフレートが急死した。その一人息子で公位継承者であったケント伯アルフレッドは1899年に自殺しており、ケント伯に次ぐ継承権を有していたコノート公父子が辞退したため、ヘレーネの長男で16歳のチャールズ・エドワード（ドイツ語名：カール・エドゥアルト）が公位を継承することになった。そのためヘレーネは、子供たちとコーブルクへ移り住んだ。晩年に彼女はイギリスへ戻った。
1922年9月、息子カール・エドゥアルトの元を訪問していたヘレナは、心臓発作のためチロルで没した。

## 子女
- アリス（1883年 - 1981年） - アスローン伯爵アレグザンダー・ケンブリッジ（ジョージ5世の妻メアリー王妃の弟）夫人
- チャールズ・エドワード（1884年 - 1954年） - ザクセン＝コーブルク＝ゴータ公カール・エドゥアルト

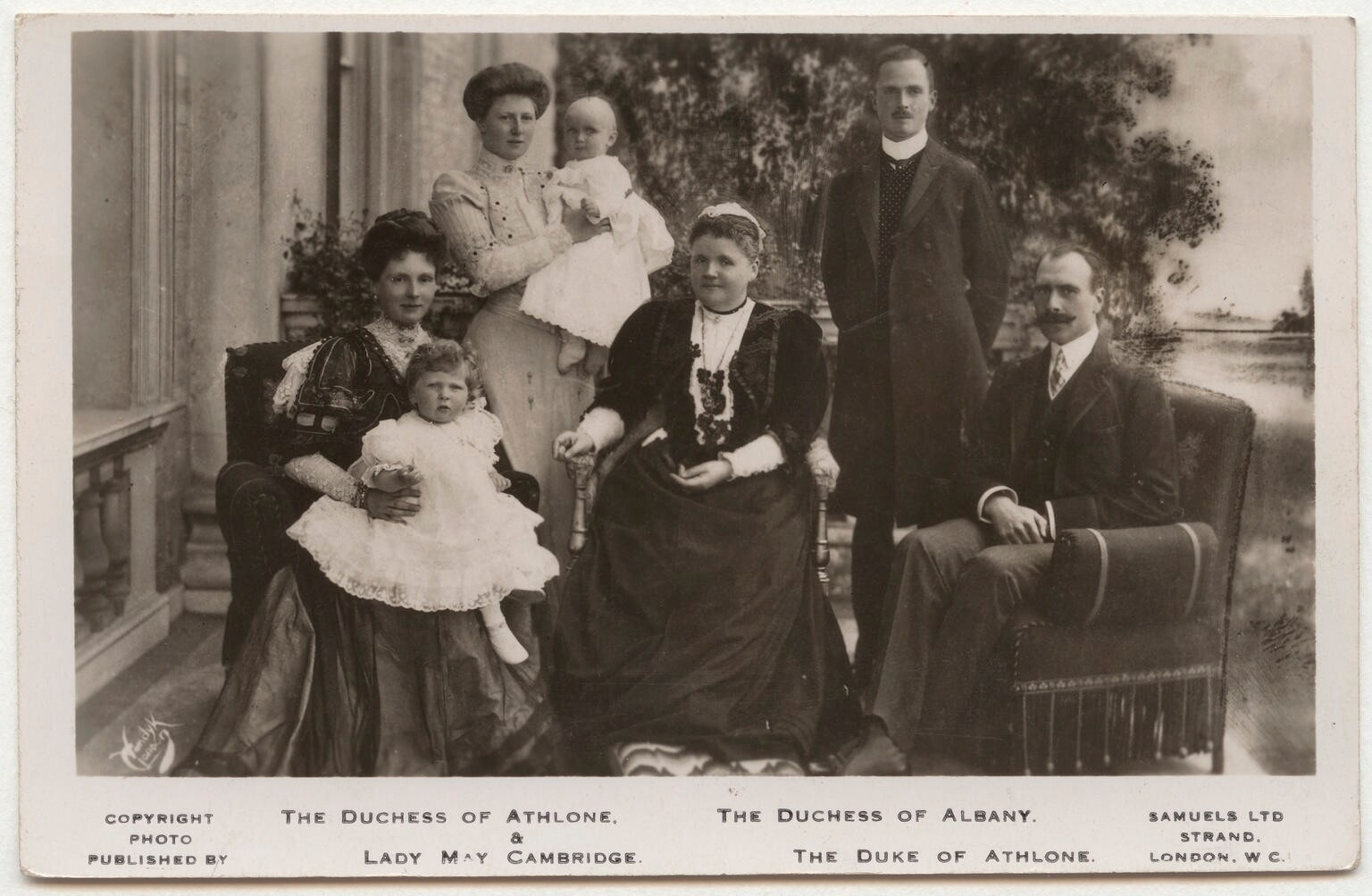
アリス、チャールズ・エドワード姉弟とそれぞれの家族と共に写るヘレーネ（中央、1908年頃）